# Bunka no hi
Bunka no hi (文化の日?   Día de la cultura) es un día festivo nacional de Japón que se realiza anualmente el 3 de noviembre con el propósito de promover la cultura, el arte y el entorno académico. Fue celebrado por primera vez en 1948, para conmemorar el anuncio de la Constitución de Japón de posguerra, el 3 de noviembre de 1946.
Antiguamente el 3 de noviembre se celebraba como día nacional con el nombre de Tenchō-setsu (天長節?), un festival que honraba el cumpleaños del entonces Emperador Meiji. Tras la muerte del emperador en 1912, el 3 de noviembre dejó de ser festivo hasta 1927 cuando se instauró el Meiji-setsu (明治節?) para celebrar su natalicio. No obstante, la festividad cayó en desuso en 1948 y fue reemplazado por el Día de la cultura de Japón.